# Flaga europejska
Flaga europejska, flaga Europy – flaga przyjęta przez Radę Europy, a później również przez Wspólnoty europejskie i Unię Europejską. Na fladze przedstawiony jest okrąg złożony z dwunastu złotych gwiazd pięcioramiennych na lazurowym tle. Autorem koncepcji flagi jest Arsène Heitz, zaś szczegółowy układ, proporcje i kolory zostały opracowane przez Paula M.G. Lévy’ego.

## Symbolika flagi
Według oficjalnej wykładni dwanaście złotych gwiazd rozłożonych w okręgu na lazurowym tle symbolizuje solidarność i harmonię między narodami Europy. Symbolika ta nawiązuje również do późniejszej dewizy Unii Europejskiej: In varietate concordia (z łac.: Zjednoczeni w różnorodności). Liczba gwiazd nawiązuje do starożytnej symboliki liczby 12 oznaczającej doskonałość i całość, nie zależy natomiast od liczby krajów członkowskich, ponieważ w chwili przyjmowania flagi Rada Europy liczyła już 14 państw członkowskich. Liczba 12 jest także odpowiednikiem liczby miesięcy w roku, godzin na tarczy zegara, znaków zodiaku itd. Krąg zaś, w który gwiazdy zostały ułożone, jest między innymi symbolem jedności. Flaga Unii Europejskiej powstała z inspiracji chrześcijańskiej. Sam Arsène Heitz przed śmiercią wyznał, że inspiracją dla niego był wizerunek Matki Boskiej, która według jednej z interpretacji jest przedstawiona w Apokalipsie św. Jana na lazurowym tle, a jej głowę okala 12 gwiazd.

## Projekty flagi

Propozycja Coudenhove-Kalergi – pierwotna wersja flagi MUP. Obecnie flaga MUP zawiera okręg dwunastu złotych gwiazd dodany na wzór flagi europejskiej.
Historyczna flaga Ruchu Europejskiego

### Flagi ruchu paneuropejskiego
Mimo że Rada Europy powstała w 1949, już wcześniej – w ramach ruchu paneuropejskiego – pojawiały się propozycje flagi europejskiej mającej być symbolem wspólnym dla całego kontynentu. Do dwóch najważniejszych należał projekt Richarda Coudenhove-Kalergi: na niebieskim tle umieszczone złote słońce, a na nim czerwony krzyż (tworzące razem krzyż słoneczny). Flaga ta została przyjęta jako flaga Międzynarodowej Unii Paneuropejskiej, powstałej w latach 20. XX wieku organizacji pozarządowej wspierającej ruch europejski. Drugą stanowił projekt zielonej litery „E” na białym polu, symbol Ruchu Europejskiego zapoczątkowanego Kongresem europejskim w Hadze w 1948 (symbolem samego Kongresu była czerwona litera „E” na białym polu). Flaga Ruchu Europejskiego uznana w Radzie Europy za mało estetyczną została odrzucona, podobnie nie został przyjęty projekt Coudenhove-Kalergi.

### Projekty zgłoszone w Radzie Europy w latach 1950-1955
W 1950 w ramach Rady Europy powołano specjalny komitet, który miał dokonać przeglądu zgłoszonych projektów flagi europejskiej. Komitet przeanalizował ponad 100 propozycji, w tym ponad 20 propozycji przedłożonych przez Arsèna Heitza, pracownika serwisu pocztowego Rady Europy. Komitet wybrał dwie propozycje: wybraną wersję z projektów Arsèna Heitza – okręg dwunastu złotych gwiazd na niebieskim tle oraz konstelację gwiazd – projekt Salvadora de Madariagi, hiszpańskiego polityka i założyciela Kolegium Europejskiego w Brugii. Oba projekty zostały rekomendowane Komitetowi Ministrów Rady Europy. Ostatecznego wyboru flagi dokonał Komitet Ministrów 8 grudnia 1955, przyjmując projekt Arsèna Heitza, uprzednio zaakceptowany również przez Zgromadzenie Parlamentarne Rady Europy w drodze jednomyślnej uchwały.

## Flaga Rady Europy i flaga Unii Europejskiej
Rada Europy wspierała ideę, aby przyjęta przez nią flaga reprezentowała Europę jako całość. Dlatego zachęcała inne organizacje europejskie do przyjęcia tej flagi jako własnej. W 1983 Parlament Europejski opowiedział się za przyjęciem flagi Rady Europy jako symbolu Wspólnot Europejskich. Z kolei w czerwcu 1985 flaga europejska została przyjęta jako flaga Wspólnot w trakcie spotkania szefów państw i rządów Wspólnot Europejskich zebranych w Mediolanie na spotkaniu Rady Europejskiej. Po uzyskaniu formalnej zgody Rady Europy flaga europejska została po raz pierwszy uroczyście wywieszona 29 maja 1986 przed siedzibą Komisji Europejskiej przy dźwiękach hymnu Europy. Wraz z powstaniem Unii Europejskiej, flaga Europy stała się równocześnie jej flagą, pomimo tego, że traktat lizboński nie zakłada wprowadzenia symboli unijnych (flagi, hymnu).

## Nawiązania religijne
Zwracano uwagę na to, iż okręg dwunastu gwiazd na fladze przypomina widoczną w sztuce sakralnej aureolę wokół głowy Matki Bożej. Paul M.G. Lévy, w owym czasie szef służby informacyjnej i prasowej Rady Europy, który uczestniczył w wyborze flagi i nadaniu jej ostatecznego kształtu, uznał to za przypadek. Jednak autor przyjętego projektu flagi Arsène Heitz przyznał, że tworząc go, inspirował się fragmentem Apokalipsy świętego Jana: 

Potem wielki znak się ukazał na niebie: Niewiasta obleczona w słońce i księżyc pod jej stopami, a na jej głowie wieniec z gwiazd dwunastu.

 Biblijny opis dwunastu gwiazd w wieńcu Niewiasty obleczonej w słońce stanowi symboliczne odniesienie do dwunastu pokoleń Izraela z tamtych czasów. Przedstawienie Maryi z okręgiem z gwiazd znajduje się m.in. w katedrze w Strasburgu (rzeźba Statua Najświętszej Maryi Panny w katedrze w Strasburgu)), mieście będącym siedzibą Rady Europy i równocześnie miejscem zamieszkania autora projektu flagi.
Za fakt symboliczny niektórzy uznali i to, że flaga została przyjęta przez Radę Europy w dniu 8 grudnia, tj. w dniu uroczystości Niepokalanego Poczęcia Najświętszej Maryi Panny. Pierwotnie głosowanie nad flagą w Komitecie Ministrów planowane było jednak na dzień 9 grudnia i wbrew oczekiwaniom odbyło się dzień wcześniej.